# Summerville (Georgia)
Summerville település az Amerikai Egyesült Államok Georgia államában, Chattooga megyében, melynek megyeszékhelye is. Lakosainak száma 4435 fő (2020. április 1.).

## Népesség
A település népességének változása:

| 2010 | 4 534 |
| 2020 | 4 435 |